# Lý Đức Minh
Lý Đức Minh (chữ Hán: 李德明; 981–1032) hay Thác Bạt Đức Minh (拓跋德明) là thủ lĩnh của bộ tộc Đảng Hạng và là một trong những người sáng lập ra triều đại Tây Hạ. Theo Liêu sử, để tránh húy Liêu Mục Tông là Da Luật Minh, nên còn tên khác là Lý Đức Chiêu. Đức Minh là cha của Lý Nguyên Hạo, vị vua hùng cường của Tây Hạ. Khi cha ông, thủ lĩnh Lý Kế Thiên (李繼遷), hoặc Thác Bạc Kế Thiên (拓跋繼遷), qua đời trong trận chiến trong năm 1004, Lý Đức Minh đã thay thế cha trở thành nhà lãnh đạo của những người Tây Hạ, và trong vòng hai mươi năm tiếp theo, ông bành trướng một cách đáng kể lãnh thổ được kiểm soát bởi bộ tộc mình. Ông có một người vợ tên là Vệ Mộ, họ là Mộ Dung (Mộ Dung là dòng họ lập ra nước Nam Yên (398-410) thời Ngũ Hồ thập lục quốc). Năm 1028, ông đặt tên con trai của ông Lý Nguyên Hạo và phong làm thái tử. Ông chết vào năm 1032, và sau khi chết, Đức Minh được truy phong Thụy hiệu là Quang Thánh Hoàng đế (光聖皇帝), Miếu hiệu là Thái Tông (太宗).